# DGCR2
DGCR2 (англ. DiGeorge syndrome critical region gene 2) — белок человека, относящийся к лектинам типа С и кодируемый геном, расположенным в области 22q11. Мутации этой области ассоциированы с рядом отклонений развития, объединяемых под акронимом CATCH 22.
Предположительно продукт гена DGCR2 является рецептором адгезии, играющим роль в миграции клеток нервного гребня.

## Медицинское значение
Делеция участков гена отмечается при синдроме делеций 22q11(Синдром Ди Джоржи). Отмечается возможная ассоциация вариаций гена с риском шизофрении.